# 鬼ノ宴
「鬼ノ宴」は、日本のシンガーソングライター・友成空の楽曲。2024年1月10日に配信限定でリリースされた。

## 背景・制作
本楽曲は2023年11月にTikTokでデモバージョンが投稿されていた。
2023年12月27日に「鬼ノ宴」を配信することが発表された。
2024年1月10日、楽曲が配信開始。同日に公開されたリリックビデオは公開から約8ヶ月で5000万回再生を突破した。

- 友成空コメント -

### 制作
- ジャケット
  - 「意図」や「意識」が感じられない不気味さを出すため、生成AIにプロンプトを打ち込んで作成した。

- 歌詞
  - 言葉遊び
    - 『始月曜』は『はじマンデー』と読む
    - 『帰日曜』は『かえサンデー』と読む

- リズム
  - いろは歌や盆踊りの和太鼓のリズムを取り入れている。

## チャート成績
2023年11月、TikTokに投稿した動画がきっかけとなり、SNSで話題となった。
そんな中、リリックビデオがYouTubeに公開され大きな注目を浴びることとなった。
2024年9月、Billboard JAPANでストリーミング総再生回数1億回を突破。自身初、2024年の楽曲では12曲目であった。
更に2025年7月にはサブスク1億5000万回再生を突破した事も明らかになった。

## 収録内容
| #  | タイトル   | 作詞・作曲・編曲 | 時間 |
| -- | ---------- | ---------------- | ---- |
| 1. | 「鬼ノ宴」 | 友成空           | 3:55 |